# Koskis kyrka, Åbl
Koskis kyrka, Åbl (finska: Kosken Tl kirkko) är en luthersk stenkyrka i Koskis Åbl i det finländska landskapet Egentliga Finland. Kyrkan förvaltas av Salo församling och används av Martinkoski områdesförsamling. Fram till år 2019 var kyrkan Koskis Åbl församlings kyrka, men efter att Koskis Åbl församling slogs samman med S:t Mårtens församling blev kyrkan huvudkyrka för den nya Martinkoski församling.
Bokstäverna Åbl syftar på Åbo och Björneborgs län eftersom det fanns en annan ort i Finland som också hette Koskis, nämligen Koskis Tav i Tavastehus län.

## Arkitektur och historia
Koskis kyrka ritades av arkitektbyrån Toivo Paatela och invigdes år 1935. Kyrkan är en långhuskyrka med ett klocktorn och är uppförd i betong. Kyrkan representerar neoklassisk stil. På kyrkans väggar, i predikstolen och på orgelläktaren finns konstverk målad av Bruno Tuukkanen. Altartavlan är målad av Carl Gustaf Söderstrand från Åbo.
Begravningsplatsen och den gamla klockstapeln, byggd av Mikael Piimänen år 1777, ligger åtskild från kyrkan vid Tavastlands oxväg. Koskis kyrka utgör en värdefull byggd kulturmiljö av riksintresse och är därmed skyddad enligt lag. Den gamla klockstapeln i Koskis är en del av Tavastlands oxvägs värdefulla kulturmiljö av riksintresse.